# Noshiro
Noshiro (jap. 能代市 Noshiro-shi) – miasto w północnej Japonii, na wyspie Honsiu, w prefekturze Akita. Ma powierzchnię 426,95 km². W 2020 r. mieszkało w nim 49 968 osób, w 21 076 gospodarstwach domowych  (w 2010 r. 59 084 osoby, w 22 750 gospodarstwach domowych) .

## Geografia
Miasto położone jest w północno-zachodniej części prefektury, nad Morzem Japońskim, u ujścia rzeki Yoneshiro, gdzie zajmuje 426,95 km² powierzchni.
Przez miasto przebiegają dwie linie kolejowe: Ōu-honsen ze stacjami Higashi-Noshiro, Tsurugata, Tomine i Futatsui oraz Gono-sen ze stacją Noshiro. Przez Noshiro przechodzą także drogi 7, 101.

Noshiro w prefekturze Akita

## Demografia
| 1995   | 2000   | 2005   | 2010   | 2015   | 2020   |
| ------ | ------ | ------ | ------ | ------ | ------ |
| 67 816 | 65 237 | 62 858 | 59 084 | 54 730 | 49 968 |